# Ixora killipii
Ixora killipii är en måreväxtart som beskrevs av Paul Carpenter Standley. Ixora killipii ingår i släktet Ixora och familjen måreväxter. Inga underarter finns listade i Catalogue of Life.